# Peter Kjær (skuespiller)
 For alternative betydninger, se Peter Kjær (flertydig). (Se også artikler, som begynder med Peter Kjær)
Peter Kjær (9. november 1886 i Hadbjerg, Hadsten – 14. oktober 1962 i Aalborg) var en dansk skuespiller og teaterdirektør.
Han scenedebuterede i 1908 på Aarhus Teater og kom derefter på Det kongelige Teaters elevskole. Efter to års på elvenskolen var han et enkelt på Det kongelige Teater og derefter to år på Casino. Som 29-årige startede han sit eget teaterselskab som han turnerede med til stor succes. Havde roller på Aalborg Teater hvor han blev teaterdirektør i 1922. Efter nogle store økonomisk vanskeligheder i 1926, 1927 og 1928 lod han sig indlægge på en nerveklinik i København 1928. Vendte tilbage senere på året og i 1931 søgte han biografteaterbevilling og købte biografen "Colosseum" i Frederikshavn som han kortvarigt drev. Året efter kom han tilbage til Aalborg hvor han overtog han den store biograf Paladsteatret som han drev til sin død.
Han filmdebuterede i 1910 for det århusianske produktionsselskab Fororama, siden indspillede han seks film for det københavnske Kinografen.

## Filmografi
- 1910 – Greven af Luxemburg (som tjener; instruktør Gunnar Helsengreen)
- 1910 – Den hvide Slavehandel (som skurk; instruktør Alfred Cohn)
- 1912 – Skovsøens Datter (ukendt instruktør)
- 1912 – Den sidste Hurdle
- 1912 – Trofast Kærlighed
- 1913 – Bristede Strenge (som impresarien; ukendt instruktør)
- 1913 – Den Rette (som sognepræsten; ukendt instruktør)
- 1914 – Den røde Klub (ukendt instruktør)
- 1914 – Fyrtaarnets Hemmelighed (som aagerkarlen; ukendt instruktør)
- 1915 – Fangen paa Zora (ukendt instruktør)